# Energía del vacío
En mecánica cuántica, la energía del vacío es una clase de energía del punto cero existente en el espacio incluso en ausencia de todo tipo de materia. La energía del vacío está asociada al vacío cuántico. Asimismo, la existencia de la energía del vacío hace posible la existencia de efectos mesurables como la emisión espontánea, el efecto Casimir o el Efecto Lamb. Estos fenómenos son frecuentemente explicados en términos de partículas virtuales cuyo estatus ontológico es debatible.
La energía del vacío tendría también importantes consecuencias cosmológicas estando relacionada con el periodo inicial de expansión inflacionaria y con la aceleración de la expansión del universo. Algunos cosmólogos piensan que la energía del vacío podría ser responsable de la energía oscura del Universo (popularizada en el término quintaesencia) relacionada con la constante cosmológica de la relatividad general. Esta energía oscura desempeñaría un papel similar al de una fuerza de gravedad repulsiva contribuyendo a la expansión del Universo. Usando el valor estimado para la constante cosmológica la energía del vacío del espacio podría estimarse en unos {\displaystyle 10^{-9}} joules o ~5 GeV por metro cúbico. Sin embargo, la electrodinámica cuántica en conjunción con el principio de covariancia de Lorentz y el valor de la constante de Planck sugieren un valor de {\displaystyle 10^{113}} joules por metro cúbico. Esta enorme discrepancia se conoce como el  problema de la constante cosmológica o, coloquialmente, como la "castástrofe del vacío" (aunque no está claro que esos dos números se refieran a medidas de la misma magnitud).

## Historia
En 1934 Georges Lemaître utilizó una ecuación análoga a una ecuación de estado de un gas ideal para interpretar la constante cosmológica en términos de densidad de energía del vacío. En 1973, Edward Tryon propuso que el Universo podría ser una fluctuación cuántica del vacío en el que la fluctuación positiva estaría representada por la masa y la energía, y la fluctuación negativa por la energía potencial gravitatoria global del Universo. Durante los años 1980 se realizaron numerosos intentos de relacionar la energía del vacío con la Teoría de Gran Unificación que pudiera ser confirmada por las observaciones astrofísicas. Hasta ahora estos esfuerzos han fracasado.